# Huszejn Szaíd
Huszejn Szaíd (arabul: حسين سعيد محمد ; Bagdad, 1958. január 21. –) iraki válogatott labdarúgó.

## Sikerei, díjai
- At-Talaba SC:
  - Iraki labdarúgó-bajnokság bajnok: 1980-81, 1981-82, 1985-86
  - Iraki labdarúgó-bajnokság ezüstérmes: 1976-77, 1982-83, 1983-84, 1988-89
  - Iraki FA-kupa döntős: 1979-80, 1980-81, 1981-82
- Irak:
  - Ázsiai játékok aranyérmes: 1982
  - Labdarúgó-világbajnokság résztvevő: 1986
- Egyéni:
  - FIFA Century Club: 2005

## Fordítás
- Ez a szócikk részben vagy egészben  a   Hussein Saeed című angol Wikipédia-szócikk fordításán alapul.  Az eredeti cikk szerkesztőit annak laptörténete sorolja fel. Ez a jelzés csupán a megfogalmazás eredetét és a szerzői jogokat jelzi, nem szolgál a cikkben szereplő információk forrásmegjelöléseként.